# Monfero
Monfero è un comune spagnolo di 2 129 abitanti situato nella comunità autonoma della Galizia.